# HMS Tradewind (P329)
Le HMS Tradewind (P329) est un sous-marin de classe T de la Royal Navy. Construit au chantier naval Chatham Dockyard à Chatham, il est mis en service 18 octobre 1943. Il est nommé d'après Tradewind (« Alizé »), un vent régulier des régions intertropicales.

## Seconde Guerre mondiale
Il passe la plus grande partie de sa carrière opérant contre les forces japonaises en Extrême-Orient, attaquant les embarcations ennemies et posant des mines. Il coula neuf voiliers japonais, deux petits navires japonais non identifiés, un remorqueur japonais et le navire marchand japonais Takasago Maru. Le navire marchand japonais Kyokko Maru coula après avoir touché une mine posée par le Tradewind.
Le 18 septembre 1944, il attaque et coule le hell ship Junyō Maru pendant son transfert vers Sumatra. Au moment de l'attaque et du naufrage, le Jun'yō Maru embarquait 1 377 Néerlandais, 64 Britanniques et Australiens, et 8 Américains, prisonniers de guerre, accompagnés de 4 200 travailleurs forcés javanais destinés à travailler sur les lignes de chemin de fer posées entre Pekanbaru et Muaro (Sumatra). C'était le plus grand désastre maritime à son époque, avec 5 620 morts. 723 survivants furent secourus pour finalement travailler dans des conditions similaires à ceux des chemins de fer birmans où la mort était une banalité quotidienne.

## Après-guerre
Le Tradewind a survécu à la guerre et a été modifié en juillet 1945 / septembre 1946 pour devenir un sous-marin d'essais acoustiques, utilisé pour des tests. Les modifications incluaient le retrait des tubes lance-torpilles et des canons externes, le pont a été modifié, la coque a été simplifiée et certains tubes lance-torpilles internes ont disparu. Les mesures concernaient plusieurs sous-marins de la classe T afin d'accroître leur capacité à agir de manière furtive contre les sous-marins et les navires de surface soviétiques.
En 1953, il participe à la Fleet review (en) pour célébrer la couronne de la reine Élisabeth II. Il est vendu pour la ferraille à Charlestown le 14 décembre 1955.

## Commandement
- Lieutenant commander Stephen Lynch Conway Maydon du 19 mai 1943 au 7 janvier 1945.
- Lieutenant de vaisseau Jeremy Nash du 7 janvier 1945 au 25 novembre 1946.